# Ирвинг, Эдвард
Э́двард И́рвинг (англ. Edward Irving; 4 августа 1792 года, Аннан, Аннандейл — 7 декабря 1834 года, Эдинбург) — шотландский проповедник, идеолог и основатель (в 1826 году) сектантского течения ирвингиан в протестантизме — новоапостольской церкви. За трактовку человеческого воплощения Христа и эсхатологические устремления в 1833 году был отлучён от пресвитерианской церкви. Близкий друг Томаса Карлейля.

## Биография
Он родился в южной Шотландии 4 августа 1792 года, изучал богословие в Эдинбурге, а в 1819 году в Глазго стал помощником проповедника доктора Томаса Чальмерса — известного основателя Шотландской Свободной церкви.
Ирвинг, несмотря на свои пламенные проповеди, не имел в Глазго успеха и был рад, когда в 1821 году был приглашён на служение проповедника в Лондон. Здесь своими блестящими проповедями он приобрел большой авторитет. Но необходимо особенно отметить, что он был убеждён в скором конце мира и считал, что он призван быть пророком для своего народа. Вот почему в своих проповедях Ирвинг обрушивался на «вавилонскую» испорченность церкви, проповедовал скорое пришествие Христа.
В Лондоне Ирвинг примкнул к «пророческой школе» богатого банкира Драммонда, которая занималась эсхатологическими вопросами, то есть последними событиями в истории мира, и особенно вопросом о скором пришествии Христа.
Ирвинг учил, что Христос пришёл бы давно, если бы церковь соблюдала 11-й стих четвёртой главы Послания к Ефесянам — о пяти видах служителей в церкви: апостолов, пророков, евангелистов, Пасторов и учителей.
Пресвитерианский синод в Шотландии в 1833 году за такого рода мистические воззрения отлучил Ирвинга, но он нашёл поддержку у некоторых членов англиканской церкви и основал отдельную общину своих последователей — ирвингиан. В 1834 году Ирвинг умер, но его община продолжала своё существование и старалась восстановить быт апостольской церкви с апостолами, пророками, евангелистами, пастырями и учителями. При посредстве своих мнимых пророков община выбрала 12 апостолов, которые и устроили её церковный быт. Свои богослужения они старались сблизить с католическими и, частично, с православными. Ирвингские «апостолы» проповедовали в ряде христианских стран, но последователей приобретали мало. Их общины имеются главным образом в Англии и Северной Америке.